# Bernd Karbacher
Bernd Karbacher (Múnich, 3 de abril de 1968) es un jugador de tenis alemán. En su carrera ha conquistado 3 torneos ATP y su mejor posición en el ranking de individuales fue Nº22 en abril de 1995 y en el de dobles fue Nº163 en junio de 1994.